# 短序唇苣苔
短序唇苣苔（学名：Chirita depressa）为苦苣苔科唇柱苣苔属下的一个种。

## 扩展阅读
- 維基物種上的相關：短序唇苣苔